# 플레이걸 (음악 그룹)
플레이걸은 한국의 여성 3인조 음악 그룹이다. 2009년 9월 첫 EP 《플레이걸의 24시》를 발매했다.

## 구성원
- 단비 (1987.9.1, A형)
- 소라 (1987.3.9, O형)
- 은별 (1988.9.1, O형)

## 음반 목록

### EP
1. 플레이걸의 24시 (2009년 9월 )

### 싱글
1. Christmas Card (2010년 1월 )

## 같이 보기
- 술탄 오브 더 디스코 - 플레이걸이 홍대 인디씬의 유일무이한 여성 댄스 그룹이라면, 술탄오브더디스코는 홍대 인디씬의 유일무이한 남성 댄스 그룹이다.
- 사이드 포니테일 - 플레이걸 소라와 달콤한비누 조용석이 2014년 결성한 팝듀오.